# 香取市立わらびが丘小学校
香取市立わらびが丘小学校（かとりしりつ わらびがおかしょうがっこう）は、千葉県香取市九美上にある公立小学校。

## 概要
福田小学校と神南小学校を統合して、開校した。校舎・体育館などは2016年（平成28年）3月31日に閉校した佐原第三中学校として使用した建物を改装した上で使用している。

## 沿革
- 2020年（令和2年）
  - 4月1日 - 開校（教職員15名・児童111名）。
  - 7月4日 - コロナウイルス感染拡大の影響で延期された第1回入学式挙行。
- 2021年（令和3年）
  - 3月19日 - 第1回卒業式挙行。最初の卒業生は14名。新型コロナウイルスに関する緊急事態宣言下での卒業式だった為、式には第5学年のみ参加し、他の学年は教室で、リモートによる視聴となった。
  - 3月25日 - 最初の修了式挙行。
  - 3月26日 - 最初の離任式挙行。

## アクセス
- JRバス関東「佐原～栗源仲町～多古」線で、「九美上」停留所下車後、徒歩約435m・約7分。
- JR東日本成田線佐原駅から、上述のJRバスに乗車し、「九美上」停留所まで17分（逆方向の佐原駅まで26分～31分）、下車後徒歩。

## 周辺
- 千葉県道16号佐原八日市場線
- 東関東自動車道